# 김군옥영웅함
김군옥영웅함(DPRKS Hero Kim Kun-ok (SSB-841))은 북한의 잠수함이다.

## 역사
2023년 9월 6일, 함경남도 신포조선소에서 진수식을 했다. 김정은 국무위원장과 함께 리병철·박정천 원수, 김덕훈 내각총리 등이 참석했다.
진수자는 보통 주빈인 김정은 국무위원장의 배우자인 리설주가 나오는 게 전세계 관행이지만, 최선희 외무상이 진수자 역할을 맡았다. 최 외무상은 김 위원장이 지켜보는 가운데 진수선(함정과 연결된 줄)을 도끼로 끊고, 샴페인 병을 깨뜨리는 의식을 치렀다.
북한 잠수함 발사 탄도미사일(SLBM) 발사 장면은 여러 차례 공개됐지만, 다수의 SLBM 발사관을 갖춘 잠수함이 건조돼 모습을 드러낸 것은 처음이다.
러시아 해군의 핵잠수함들이 베링해에서 작전하는데, 이 잠수함도 베링해에서 북극성 5형 SLBM으로 뉴욕, 워싱턴 DC를 핵공격할 것으로 보인다.

## 성능

### 디젤 엔진
원자로를 사용하지 않는 디젤 추진 SLBM 잠수함(SSB)이다. 미국의 핵추진 SLBM 잠수함(SSBN)과 차이가 있다.

### 로미오급
합동참모본부는 8일 북한이 신형 전술핵공격잠수함을 진수했다고 발표한 데 대해 “정상적으로 운용할 수 있는 모습은 아닌 것으로 판단한다”고 밝혔다. 한미 전문가들은 “공개된 잠수함은 수중 배수량 1800t(톤)인 로미오급 잠수함을 2배 가까운 3000t(톤)으로 개량한데다 무리하게 잠수함발사탄도미사일(SLBM) 수직 발사관을 10개나 만들면서 얄상한 잠수함의 중간 부분을 불룩하게 만들어 균형감을 깨뜨렸다”고 분석했다. 미국 군사전문매체는 “원형을 알아보기 힘들 정도로 외형이 기괴(bizarre)해졌다”면서 북한이 ‘김군옥영웅함’이라고 명명한 신형 전술핵공격잠수함에 ‘프랑켄서브(Franken Sub·프랑켄슈타인 잠수함)’라는 별명을 붙였다.

## 제원
- 배수량: 3,000톤급 추정
- 탑재무기:
  - 해일 핵어뢰
  - 북극성 5호 SLBM
  - 화살-2형 잠대지 순항미사일

## 같이 보기
- 조선민주주의인민공화국 3천톤급 잠수함
- 조선민주주의인민공화국 4천톤급 잠수함
- 불화살-3-31